# Malesherbia splendens
Malesherbia splendens är en passionsblomsväxtart som beskrevs av Mario Héctor Ricardi Salinas. Malesherbia splendens ingår i släktet Malesherbia och familjen passionsblomsväxter. Inga underarter finns listade i Catalogue of Life.